# Leichtathletik-Weltmeisterschaften 2019/Teilnehmer (Bolivien)
| Gelbes Symbol für Goldmedaillen mit stilisierten Olympischen Ringen | Graues Symbol für Silbermedaillen mit stilisierten Olympischen Ringen | Braundes Symbol für Bronzemedaillen mit stilisierten Olympischen Ringen |
| ------------------------------------------------------------------- | --------------------------------------------------------------------- | ----------------------------------------------------------------------- |
| —                                                                   | —                                                                     | —                                                                       |

Der Leichtathletikverband von Bolivien nahm an den Leichtathletik-Weltmeisterschaften 2019 in Doha teilnehmen. Eine Athletin wurde vom bolivianischen Verband nominiert.

## Ergebnisse

### Frauen

#### Laufdisziplinen
| Athletin      | Disziplin   | Vorlauf | Vorlauf | Halbfinale | Halbfinale | Finale    | Finale |
| Athletin      | Disziplin   | Zeit    | Platz   | Zeit       | Platz      | Zeit      | Platz  |
| ------------- | ----------- | ------- | ------- | ---------- | ---------- | --------- | ------ |
| Ángela Castro | 20 km Gehen |         |         |            |            | 1:41:15 h | 28     |